# Julia Mazur
Julia Mazur (ur. 17 kwietnia 2001 w Gryficach) – polska siatkarka, wychowanka UKS Pomorzanin Pogodno Szczecin.
Jest absolwentką Szkoły Mistrzostwa Sportowego PZPS im. Agaty Mróz-Olszewskiej w Szczyrku. W 2019 roku wraz z reprezentacją Polski juniorek zajęła piąte miejsce w mistrzostwach świata U20. W 2020 roku dołączyła do Energi MKS Kalisz, gdzie zadebiutowała w najwyższej polskiej klasie rozgrywkowej. Po jednym sezonie w Kaliszu przeniosła się do zespołu BKS BOSTIK Bielsko-Biała.
W krajowych rozgrywkach młodzieżowych reprezentowała drużyny: Pałac Bydgoszcz, SPS Volley Piła (wywalczone wicemistrzostwo Polski juniorek) i Energa MKS Kalisz.

## Sukcesy klubowe

### młodzieżowe
Mistrzostwa Polski Kadetek:
- 2018

Mistrzostwa Polski Juniorek:
- 2020
- 2019

### seniorskie
Puchar Polski:
- 2024[7]

Tauron Liga:
- 2024[8]